# 福山郵便局 (鹿児島県)
福山郵便局（ふくやまゆうびんきょく）は、鹿児島県霧島市にある郵便局。民営化前の分類では無集配特定郵便局であった。

## 概要
住所：〒899-4501 鹿児島県霧島市福山町福山2950-4

## 沿革
- 1874年（明治7年）12月16日 - 福山郵便取扱所として開設[1]。
- 1875年（明治8年）1月1日 - 福山郵便局（五等）となる。
- 1885年（明治18年）10月1日 - 貯金取扱を開始。
- 1890年（明治23年）8月1日 - 為替取扱を開始。
- 1900年（明治33年）12月1日 - 福山郵便電信局となる。
- 1903年（明治36年）4月1日 - 通信官署官制の施行に伴い福山郵便局となる。
- 1973年（昭和48年）8月29日 - 電話交換業務を国分電報電話局に移管[2]。
- 2007年（平成19年）2月11日 - 集配業務を国分郵便局（〒899-4399）に移管[3]。郵便番号も〒899-4599から〒899-4501へ変更された。
- 2007年（平成19年）10月1日 - 民営化。
- 2012年（平成24年）10月1日 - 日本郵便株式会社発足。

## 取扱内容
- 郵便、印紙、ゆうパック、内容証明
- 貯金、為替、振替、振込、国際送金、国債
- 生命保険、バイク自賠責保険
- 地方公共団体事務（霧島市入場券の販売）
- ゆうちょ銀行ATM

## 周辺
- 霧島市役所 福山総合支所
- 国道220号
- 霧島市立福山中学校
- 霧島市立福山小学校

## アクセス
- 福山地区ふれあいバス 福山中学校下停留所下車
- 東九州自動車道 国分ICから南東へ約5km
- 駐車場あり：4台